# Constant Panis

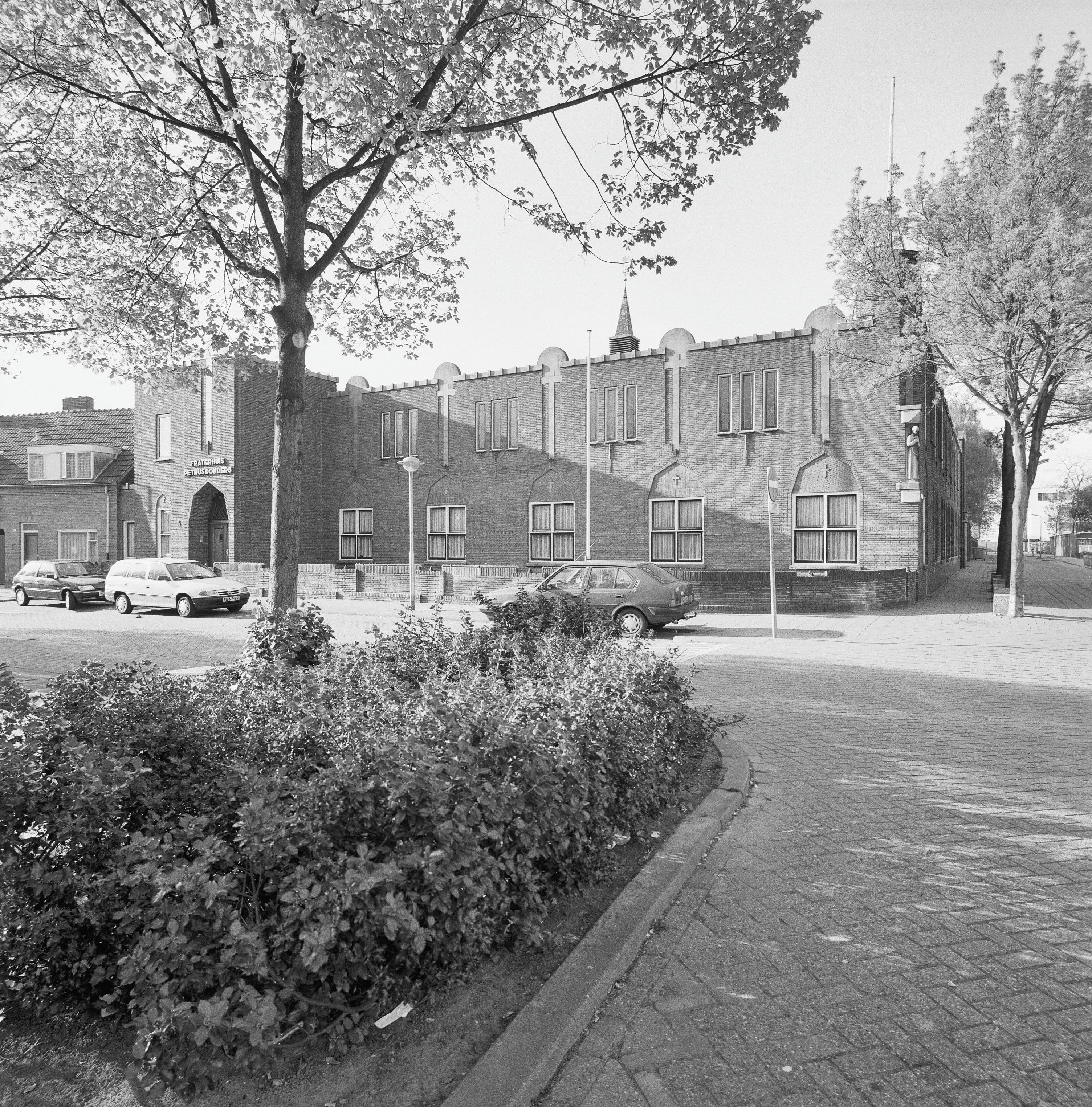
Overzicht voorgevel Fraterhuis Petrus Donders

Constantius Johan Willem Panis (Dongen, 1891 – Tilburg, 1972) was een Nederlands architect.
Panis vestigde zich in 1921 in Tilburg. Met name de Amsterdamse School inspireerde hem. Hij was met name actief geweest in de regio Tilburg, waardoor hij als een van de belangrijkste stadsarchitecten wordt gezien.
Voorbeelden van zijn werk zijn:
- een herenhuis met dokterspraktijk uit 1929 op Korvelplein 213 in Tilburg,
- de montessorischool uit 1931 in de Elzenstraat in Tilburg,
- het raadhuis in Berkel-Enschot,
- de Fraterskapel in de Capucijnenstraat,
- het Fraterhuis Petrus Donders.

Tevens heeft de architect ook enkele winkelhuizen op Nieuwlandstraat gebouwd.
Zijn omvangrijkste project betrof ruim veertig woningen aan de Arendlaan in Tilburg (1953). Panis heeft eveneens veel woningen in Berkel-Enschot ontworpen.